# 銅鑼庄
銅鑼庄為台灣日治時期1920年至1945年間存在之行政區，轄屬新竹州苗栗郡。今苗栗縣銅鑼鄉。

## 行政區劃
銅鑼庄在臺灣日治時期行政區劃的十二廳時期原屬新竹廳苗栗一堡之銅鑼灣庄、三座厝庄、樟樹林、九湖、竹圍、芎蕉灣庄、中心埔庄、七十份庄、老鷄隆庄、新鷄隆庄。1920年10月，上述10庄合併為「銅鑼庄」，銅鑼灣改稱銅鑼，轄域內分為銅鑼、三座厝、樟樹林、九湖、竹圍、芎蕉灣、中心埔、七十分、老鷄隆、新鷄隆等10個大字。

## 設施

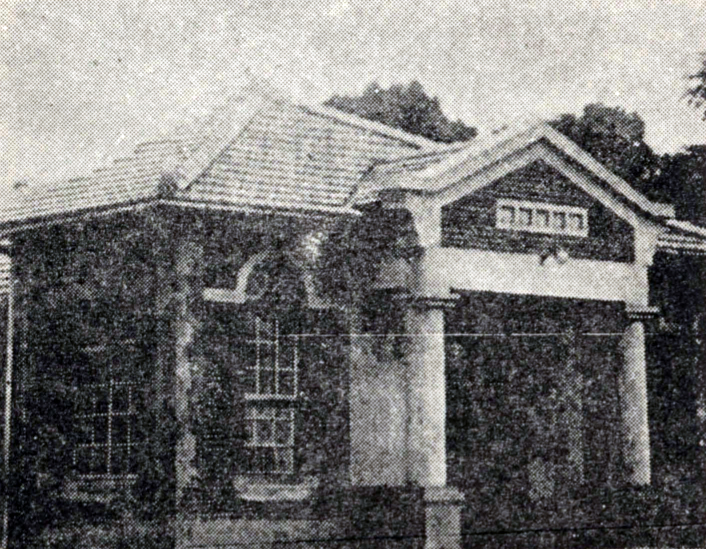
銅鑼庄役場

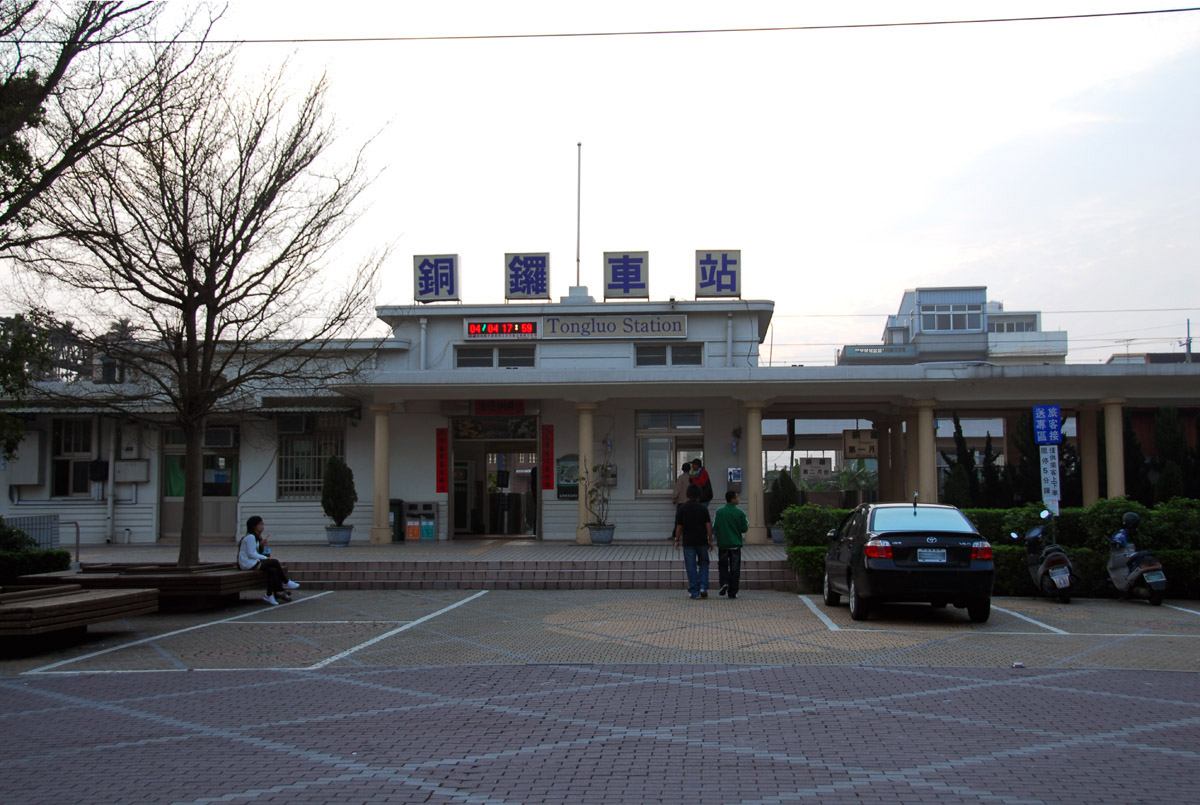
銅鑼車站(1936年完工)

- 銅鑼庄役場

- 銅鑼郵便局
- 銅鑼車站

- 銅鑼警察官吏派出所
- 雞隆警察官吏派出所
- 銅鑼信用購買販賣利用組合

### 學校
- 雞隆公學校→興隆國民學校（今銅鑼郷興隆國小）
- 雞隆公學校新隆分教場→興隆國民學校新隆分教場（今銅鑼郷新隆小）
- 富士公學校→富士國民學校（今銅鑼郷銅鑼國小）
- 富士公學校中心埔分教場→富士國民學校中心埔分教場→次富國民學校（今銅鑼郷中興國小）